# مارتن ر. ستيل
مارتن ر. ستيل (بالإنجليزية: Martin R. Steele)‏ هو ضابط أمريكي، ولد في القرن العشرين في فيلادلفيا في الولايات المتحدة.